# مونته‌کوروینو پولیانو
مونته‌کوروینو پولیانو (به ایتالیایی: Montecorvino Pugliano) یک کومونه در ایتالیا است که در استان سالرنو واقع شده‌است.

## خصوصیات
مونته‌کوروینو پولیانو ۲۸٫۷۲ کیلومترمربع مساحت و ۹٬۸۸۸ نفر جمعیت دارد و ۴۲ متر بالاتر از سطح دریا واقع شده‌است.